# Gyllenfors municipalsamhälle
Gyllenfors municipalsamhälle var ett municipalsamhälle i Jönköpings län 1939-1948.

## Administrativ historik
Municipalsamhället bildades enligt beslut den 22 september 1939 inom Anderstorps landskommun. Samtliga stadsstadgor tillämpades inom municipalsamhället. Det nya municipalsamhället omfattade en areal av 11,30 kvadratkilometer (varav 11,18 land).
1 januari 1944 (enligt beslut den 17 december 1943) minskades municipalsamhället då fastigheterna Henja Östergård 1:5 och 1:28, omfattande en areal av 0,31 km² (varav allt land) inte längre skulle ingå i municipalsamhället. De två fastigheterna hade 8 invånare. Efter minskningen omfattade municipalsamhället en areal av 10,99 km², varav 10,87 km² land.
Gyllenfors municipalsamhälle upplöstes den 1 januari 1949 (enligt beslut den 19 mars 1948) då det överfördes till den nybildade Gislaveds köping.

### Kyrklig tillhörighet
Gyllenfors municipalsamhälle tillhörde i kyrkligt hänseende Anderstorps församling och Gyllenfors kyrkobokföringsdistrikt.

## Befolkningsutveckling
| Befolkningsutvecklingen i Gyllenfors municipalsamhälle 1939–1948                                 | Befolkningsutvecklingen i Gyllenfors municipalsamhälle 1939–1948 | Befolkningsutvecklingen i Gyllenfors municipalsamhälle 1939–1948 | Befolkningsutvecklingen i Gyllenfors municipalsamhälle 1939–1948 | Befolkningsutvecklingen i Gyllenfors municipalsamhälle 1939–1948 |
| ------------------------------------------------------------------------------------------------ | ---------------------------------------------------------------- | ---------------------------------------------------------------- | ---------------------------------------------------------------- | ---------------------------------------------------------------- |
|                                                                                                  |                                                                  |                                                                  |                                                                  |                                                                  |
| År                                                                                               |                                                                  |                                                                  | Folkmängd                                                        |                                                                  |
| 1939                                                                                             | 1939                                                             |                                                                  | 1 285                                                            |                                                                  |
| 1940                                                                                             | 1940                                                             |                                                                  | 1 315                                                            |                                                                  |
| 1941                                                                                             | 1941                                                             |                                                                  | 1 311                                                            |                                                                  |
| 1942                                                                                             | 1942                                                             |                                                                  | 1 313                                                            |                                                                  |
| 1943                                                                                             | 1943                                                             |                                                                  | 1 357                                                            |                                                                  |
| 1944                                                                                             | 1944                                                             |                                                                  | 1 375                                                            |                                                                  |
| 1945                                                                                             | 1945                                                             |                                                                  | 1 430                                                            |                                                                  |
| 1946                                                                                             | 1946                                                             |                                                                  | 1 569                                                            |                                                                  |
| 1947                                                                                             | 1947                                                             |                                                                  | 1 584                                                            |                                                                  |
| 1948                                                                                             | 1948                                                             |                                                                  | 1 695                                                            |                                                                  |
| Anm: Befolkning den 31 december enligt den administrativa indelningen den 1 januari följande år. |                                                                  |                                                                  |                                                                  |                                                                  |